# Рисоїд білодзьобий
Рисоїд білодзьобий (Sporophila maximiliani) — вид горобцеподібних птахів родини саякових (Thraupidae). Мешкає в Південній Америці. Вид названий на честь німецького натураліста Максиміліана Від-Нойвіда.

## Систематика
Білодзьобий рисоїд був описаний німецьким натуралістом Максиміліаном Від-Нойвідом у 1830 році під назвою Fringilla crassirostris. У 1851 році німецький орнітолог Жан Луї Кабаніс перевів вид до роду Рисоїд (Oryzoborus), однак через те, що наукова назва Oryzoborus crassirostris вже була зайнята болотяним рисоїдом, Кабаніс запропонував нову назву — Oryzoborus maximiliani. За результатами молекулярно-філогенетичних досліджень білодзьобий рисоїд, разом з низкою інших видів, якиз рівніше відносили до роду Oryzoborus, був переведений до роду Зерноїд (Sporophila).
Раніше дослідники виділяли підвид білодзьобого рисоїда S. m. parkesi Olson 1981 (syn. Oryzoborus m. magnirostris Phelps, Sr & Phelps, Jr, 1950), до якого відносили північні популяції. Однак за результатами низки досліджень науковці прийшли до висновку, що морфологічних і генетичних відмінностей між північними і південними популяціями недостатньо для розділення їх у окремі підвиди. Станом на 2022 рік більшість дослідників визнає Sporophila maximiliani монотиповим таксоном.

## Опис
Довжина птаха становить 14,5-16,5, вага 20-22 г. Виду притаманний статевий диморфізм. Самці мають повінстю чорне забарвлення, за винятком білого "дзеркальця" на крилах. Самиці мають коричневу верхню частину тіла і охристо-коричневу нижню частину тіла, нижні покривні пера крил у них білі. Білодзьобі рисоїди мають великі, міцні дзьоби, об'ємом приблизно 840 мм³. Самці мають біле забарвлення дзьоба, самиці — чорне. Забарвлення молодих птахів подібне до забарвлення самиць.

## Поширення і екологія
Ареал білодзьобих рисоїдів дуже фрагментований. Вони мешкають на сході Болівії, на сході Венесуели, у Гаяні, Суринамі, Французькій Гвіані та Бразилії. Вони живуть на луках і серрадо, на узліссях вологих тропічних лісів та в чагарникових заростях поблизу води. Зустрічаються парами, на висоті до 800 м над рівнем моря. Живляться переважно насінням трав, зокрема Hypolytrum і Cyperus rotundus. У центральній і південній Бразилії сезон розмноження триває з листопада по березень. Гніздо чашоподібне, розміщується в чагарниках або на дереві, на висоті від 1 до 3 м над землею. У кладці 2-3 сіруваті яйця, поцятковані чорними і світло-коричневими плямками.

## Збереження
МСОП класифікує цей вид як такий, що перебуває під загрозою зникнення. За оцінками дослідників, популяція білодзьобих рисоїдів становить від 1000 до 2500 птахів. Їм загрожує вилов з метою продажу на пташиних ринках, а також знищення природного середовища.